# Coupe de France de basket-ball 2006-2007
Navigation
Édition précédente Édition suivante
La Coupe de France masculine de basket-ball est organisée durant la saison 2006-2007. Elle est nommée aussi Trophée Robert Busnel, du nom du basketteur décédé en 1991 Robert Busnel. Le tenant du titre est JDA Dijon.

## Calendrier
| Tour                                                                      | Nom                        |                                                       | Équipes participantes | Équipes gagnantes |
| 1                                                                         | Trente-deuxièmes de finale | Dimanche 4 février Mardi 6 février Mercredi 7 février | 48                    | 24                |
| Entrée en lice des 8 clubs de Pro A qui ont participé à la semaine des As |                            |                                                       |                       |                   |
| 2                                                                         | Seizièmes de finale        | samedi 24 mars                                        | 32                    | 16                |
| 3                                                                         | Huitièmes de finale        | 9,10,11 avril                                         | 16                    | 8                 |
| 4                                                                         | Quarts de finale           | Mardi 24 avril                                        | 8                     | 4                 |
| 5                                                                         | Demi-finales               | Mercredi 25 avril                                     | 4                     | 2                 |
| 6                                                                         | Finale Paris Bercy         | Dimanche 13 mai                                       | 2                     | 1                 |

## Trente-deuxièmes de finale
48 équipes participent aux trente-deuxièmes de finale : 12 clubs de Pro A, 16 clubs de Pro B, 17 clubs de Nationale 1, 2 clubs de Nationale 2 et 1 club de Nationale 3. Les 8 premiers de la saison régulière de Pro A 2006-2007 qui participent à la semaine des As, sont exemptés du premier tour de la Coupe de France.
Ce tour se dispute les 4, 6 et 7 février 2007.
La JSA Bordeaux (N1) est automatiquement qualifié pour les 16eme de finale à cause du forfait de Longwy (N1).
| Club (division)                     | Résultat | Club (division)                   | Lieu                  |
| ----------------------------------- | -------- | --------------------------------- | --------------------- |
| Autun (N2)                          | 57-96    | Cholet (Pro A)                    | Autun                 |
| Charleville Mézières (N1)           | 64-77    | Pau-Orthez (Pro A)                | Charleville Mézières  |
| Alerte Juvisy Basket (N3)           | 82-93    | Saint-Etienne (Pro B)             | Juvisy-sur-Orge       |
| Saint-Vallier Basket Drôme (N1)     | 67-68    | Levallois (Pro A)                 | Saint-Vallier (Drôme) |
| Stade de Vanves Basket (N1)         | 71-101   | Reims (Pro A)                     | Vanves                |
| Le Portel (N1)                      | 60-52    | Fos Ouest Provence Basket (N1)    | Le Portel             |
| Feurs Forez Basket (N1)             | 73-74    | Brest (Pro B)                     | Feurs                 |
| Évreux (Pro B)                      | 74-87    | Quimper (Pro B)                   | Évreux                |
| Lille Métropole BC (N1)             | 58-76    | JL Bourg Basket (Pro A)           | Lille                 |
| Challans (N1)                       | 76-86    | SPO Rouen BB (Pro B)              | Challans              |
| La Rochelle Rupella 17 (N2)         | 75-83    | Antibes (Pro B)                   | La Rochelle           |
| L’Hermine Nantes Atlantique (Pro B) | 58-73    | SASP Stade Clermontois BA (Pro A) | Nantes                |
| Denek Bat Urcuit (N1)               | 88-102   | Limoges CSP (Pro B)               | Bayonne               |
| Mulhouse (Pro B)                    | 88-80    | Boulazac (Pro B)                  | Mulhouse              |
| Saint-Quentin BB (Pro B)            | 68-81    | Besançon (Pro A)                  | Saint-Quentin         |
| ESC Trappes SQ (N1)                 | 83-68    | USA Toulouges (N1)                | Trappes               |
| Saint-Chamond (N1)                  | 74-79    | Paris Basket Racing (Pro A)       | Saint-Chamond         |
| Angers BC 49 (Pro B)                | 69-92    | STB Le Havre (Pro A)              | Angers                |
| GET Vosges (N1)                     | 58-79    | Hyères-Toulon (Pro A)             | Épinal                |
| JSF Nanterre (Pro B)                | 94-89    | Aix-Maurienne (Pro B)             | Nanterre              |
| Sapela Basket 13 (N1)               | 54-75    | Poitiers (Pro B)                  | Salon-de-Provence     |
| Liévin (N1)                         | 65-63    | JA de Vichy (Pro A)               | Liévin                |
| ESPE Châlons (Pro B)                | 76-80    | Gravelines-Dunkerque (Pro A)      | Châlons-en-Champagne  |

## Seizièmes de finale
Les 8 clubs qui ont participé à la Semaine des As font leur entré dans cette compétition à partir des 16ème de finale :
Strasbourg, Le Mans, Nancy, Orléans, Roanne, Dijon, Chalon-sur-Saône, Lyon-Villeurbanne.
| Club (division)         | Résultat   | Club (division)                   | Lieu             |
| ----------------------- | ---------- | --------------------------------- | ---------------- |
| Besançon (Pro A)        | 70-76      | SASP Stade Clermontois BA (Pro A) | Besançon         |
| STB Le Havre (Pro A)    | 83-79      | Roanne (Pro A)                    | Le Havre         |
| Mulhouse (Pro B)        | 76-80 a.p. | Dijon (Pro A)                     | Mulhouse         |
| Levallois (Pro B)       | 71-93      | Elan Chalon (Pro A)               | Levallois-Perret |
| Saint-Etienne (Pro B)   | 60-81      | Cholet (Pro A)                    | Saint-Étienne    |
| Bordeaux (N1)           | 71-80      | Reims (Pro A)                     | Bordeaux         |
| Antibes (Pro B)         | 96-86      | Rouen (Pro B)                     | Antibes          |
| Le Portel (N1)          | 80-78      | Brest (Pro B)                     | Le Portel        |
| Quimper (Pro B)         | 82-80      | Le Mans (Pro A)                   | Quimper          |
| Poitiers (Pro B)        | 70-85      | Strasbourg (Pro A)                | Poitiers         |
| JSF Nanterre (Pro B)    | 97-77      | Hyères-Toulon (Pro A)             | Nanterre         |
| JL Bourg Basket (Pro A) | 74-94      | Adecco ASVEL (Pro A)              | Bourg-en-Bresse  |
| Limoges CSP (Pro B)     | 69-63      | SLUC Nancy (Pro A)                | Limoges          |
| ESC Trappes SQ (N1)     | 73-81      | Paris Basket Racing (Pro A)       | Trappes          |
| Liévin (N1)             | 50-79      | Gravelines-Dunkerque (Pro A)      | Liévin           |
| Pau-Orthez (Pro A)      | 95-71      | Orléans (Pro A)                   | Pau              |

## Phase Finale
|  | Huitième de finale 9,10,11 avril 2007 | Huitième de finale 9,10,11 avril 2007 |                              |    | Quarts de finale Mardi 24 avril 2007 | Quarts de finale Mardi 24 avril 2007 |  |  | Demi-finales Mercredi 25 avril 2007 | Demi-finales Mercredi 25 avril 2007 |  |  | Finale Dimanche 13 mai 2007 | Finale Dimanche 13 mai 2007 |
|  | Huitième de finale 9,10,11 avril 2007 | Huitième de finale 9,10,11 avril 2007 |                              |    | Quarts de finale Mardi 24 avril 2007 | Quarts de finale Mardi 24 avril 2007 |  |  | Demi-finales Mercredi 25 avril 2007 | Demi-finales Mercredi 25 avril 2007 |  |  | Finale Dimanche 13 mai 2007 | Finale Dimanche 13 mai 2007 |
|  |                                       |                                       |                              |    |                                      |                                      |  |  |                                     |                                     |  |  |                             |                             |
|  | 11 avril à Gravelines                 | 11 avril à Gravelines                 |                              |    | 24 avril à Clermont-Ferrand          | 24 avril à Clermont-Ferrand          |  |  | 25 avril à Clermont-Ferrand         | 25 avril à Clermont-Ferrand         |  |  | 13 mai à Paris-Bercy        | 13 mai à Paris-Bercy        |
|  | 11 avril à Gravelines                 | 11 avril à Gravelines                 |                              |    | 24 avril à Clermont-Ferrand          | 24 avril à Clermont-Ferrand          |  |  | 25 avril à Clermont-Ferrand         | 25 avril à Clermont-Ferrand         |  |  | 13 mai à Paris-Bercy        | 13 mai à Paris-Bercy        |
|  | Gravelines-Dunkerque (Pro A)          | 84                                    |                              |    | 24 avril à Clermont-Ferrand          | 24 avril à Clermont-Ferrand          |  |  | 25 avril à Clermont-Ferrand         | 25 avril à Clermont-Ferrand         |  |  | 13 mai à Paris-Bercy        | 13 mai à Paris-Bercy        |
|  | Gravelines-Dunkerque (Pro A)          | 84                                    |                              |    | 24 avril à Clermont-Ferrand          | 24 avril à Clermont-Ferrand          |  |  | 25 avril à Clermont-Ferrand         | 25 avril à Clermont-Ferrand         |  |  | 13 mai à Paris-Bercy        | 13 mai à Paris-Bercy        |
|  | Dijon (Pro A)                         | 75                                    |                              |    | 24 avril à Clermont-Ferrand          | 24 avril à Clermont-Ferrand          |  |  | 25 avril à Clermont-Ferrand         | 25 avril à Clermont-Ferrand         |  |  | 13 mai à Paris-Bercy        | 13 mai à Paris-Bercy        |
|  | Dijon (Pro A)                         | 75                                    | Gravelines-Dunkerque (Pro A) | 66 |                                      |                                      |  |  | 25 avril à Clermont-Ferrand         | 25 avril à Clermont-Ferrand         |  |  | 13 mai à Paris-Bercy        | 13 mai à Paris-Bercy        |
|  | 11 avril à Quimper                    |                                       | Gravelines-Dunkerque (Pro A) | 66 |                                      |                                      |  |  | 25 avril à Clermont-Ferrand         | 25 avril à Clermont-Ferrand         |  |  | 13 mai à Paris-Bercy        | 13 mai à Paris-Bercy        |
|  |                                       | Pau-Orthez (Pro A)                    | 98                           |    |                                      |                                      |  |  | 25 avril à Clermont-Ferrand         | 25 avril à Clermont-Ferrand         |  |  | 13 mai à Paris-Bercy        | 13 mai à Paris-Bercy        |
|  | Quimper (Pro B)                       | Pau-Orthez (Pro A)                    | 98                           | 58 |                                      |                                      |  |  | 25 avril à Clermont-Ferrand         | 25 avril à Clermont-Ferrand         |  |  | 13 mai à Paris-Bercy        | 13 mai à Paris-Bercy        |
|  | Quimper (Pro B)                       | 24 avril à Clermont-Ferrand           |                              | 58 |                                      |                                      |  |  | 25 avril à Clermont-Ferrand         | 25 avril à Clermont-Ferrand         |  |  | 13 mai à Paris-Bercy        | 13 mai à Paris-Bercy        |
|  | Pau-Orthez (Pro A)                    | 88                                    |                              |    |                                      |                                      |  |  | 25 avril à Clermont-Ferrand         | 25 avril à Clermont-Ferrand         |  |  | 13 mai à Paris-Bercy        | 13 mai à Paris-Bercy        |
|  | Pau-Orthez (Pro A)                    | 88                                    | Pau-Orthez (Pro A)           | 83 |                                      |                                      |  |  |                                     |                                     |  |  | 13 mai à Paris-Bercy        | 13 mai à Paris-Bercy        |
|  | 9 avril à Limoges                     |                                       | Pau-Orthez (Pro A)           | 83 |                                      |                                      |  |  |                                     |                                     |  |  | 13 mai à Paris-Bercy        | 13 mai à Paris-Bercy        |
|  |                                       | Strasbourg (Pro A)                    | 76                           |    |                                      |                                      |  |  |                                     |                                     |  |  | 13 mai à Paris-Bercy        | 13 mai à Paris-Bercy        |
|  | Limoges CSP (Pro B)                   | Strasbourg (Pro A)                    | 76                           | 75 |                                      |                                      |  |  |                                     |                                     |  |  | 13 mai à Paris-Bercy        | 13 mai à Paris-Bercy        |
|  | Limoges CSP (Pro B)                   | 25 avril à Lorient                    |                              | 75 |                                      |                                      |  |  |                                     |                                     |  |  | 13 mai à Paris-Bercy        | 13 mai à Paris-Bercy        |
|  | Clermont-Ferrand (Pro A)              | 86                                    |                              |    |                                      |                                      |  |  |                                     |                                     |  |  | 13 mai à Paris-Bercy        | 13 mai à Paris-Bercy        |
|  | Clermont-Ferrand (Pro A)              | 86                                    | Clermont-Ferrand (Pro A)     | 71 |                                      |                                      |  |  |                                     |                                     |  |  | 13 mai à Paris-Bercy        | 13 mai à Paris-Bercy        |
|  | 11 avril à Strasbourg                 |                                       | Clermont-Ferrand (Pro A)     | 71 |                                      |                                      |  |  |                                     |                                     |  |  | 13 mai à Paris-Bercy        | 13 mai à Paris-Bercy        |
|  |                                       | Strasbourg (Pro A)                    | 77 a.p.                      |    |                                      |                                      |  |  |                                     |                                     |  |  | 13 mai à Paris-Bercy        | 13 mai à Paris-Bercy        |
|  | Strasbourg (Pro A)                    | Strasbourg (Pro A)                    | 77 a.p.                      | 81 |                                      |                                      |  |  |                                     |                                     |  |  | 13 mai à Paris-Bercy        | 13 mai à Paris-Bercy        |
|  | Strasbourg (Pro A)                    | 24 avril à Lorient                    |                              | 81 |                                      |                                      |  |  |                                     |                                     |  |  | 13 mai à Paris-Bercy        | 13 mai à Paris-Bercy        |
|  | Adecco ASVEL (Pro A)                  | 68                                    |                              |    |                                      |                                      |  |  |                                     |                                     |  |  | 13 mai à Paris-Bercy        | 13 mai à Paris-Bercy        |
|  | Adecco ASVEL (Pro A)                  | 68                                    | Pau-Orthez (Pro A)           | 66 |                                      |                                      |  |  |                                     |                                     |  |  |                             |                             |
|  | 11 avril à Cholet                     |                                       | Pau-Orthez (Pro A)           | 66 |                                      |                                      |  |  |                                     |                                     |  |  |                             |                             |
|  |                                       | JSF Nanterre (Pro B)                  | 58                           |    |                                      |                                      |  |  |                                     |                                     |  |  |                             |                             |
|  | Cholet (Pro A)                        | JSF Nanterre (Pro B)                  | 58                           | 75 |                                      |                                      |  |  |                                     |                                     |  |  |                             |                             |
|  | Cholet (Pro A)                        |                                       |                              | 75 |                                      |                                      |  |  |                                     |                                     |  |  |                             |                             |
|  | Paris Basket Racing (Pro A)           | 71                                    |                              |    |                                      |                                      |  |  |                                     |                                     |  |  |                             |                             |
|  | Paris Basket Racing (Pro A)           | 71                                    | Cholet (Pro A)               | 71 |                                      |                                      |  |  |                                     |                                     |  |  |                             |                             |
|  | 10 avril à Antibes                    |                                       | Cholet (Pro A)               | 71 |                                      |                                      |  |  |                                     |                                     |  |  |                             |                             |
|  |                                       | Antibes (Pro B)                       | 74 a.p.                      |    |                                      |                                      |  |  |                                     |                                     |  |  |                             |                             |
|  | Antibes (Pro B)                       | Antibes (Pro B)                       | 74 a.p.                      | 77 |                                      |                                      |  |  |                                     |                                     |  |  |                             |                             |
|  | Antibes (Pro B)                       | 24 avril à Lorient                    |                              | 77 |                                      |                                      |  |  |                                     |                                     |  |  |                             |                             |
|  | STB Le Havre (Pro A)                  | 70                                    |                              |    |                                      |                                      |  |  |                                     |                                     |  |  |                             |                             |
|  | STB Le Havre (Pro A)                  | 70                                    | Antibes (Pro B)              | 62 |                                      |                                      |  |  |                                     |                                     |  |  |                             |                             |
|  | 10 avril à Reims                      |                                       | Antibes (Pro B)              | 62 |                                      |                                      |  |  |                                     |                                     |  |  |                             |                             |
|  |                                       | JSF Nanterre (Pro B)                  | 78                           |    |                                      |                                      |  |  |                                     |                                     |  |  |                             |                             |
|  | Reims (Pro A)                         | JSF Nanterre (Pro B)                  | 78                           | 70 |                                      |                                      |  |  |                                     |                                     |  |  |                             |                             |
|  | Reims (Pro A)                         |                                       |                              | 70 |                                      |                                      |  |  |                                     |                                     |  |  |                             |                             |
|  | Élan Chalon (Pro A)                   | 96                                    |                              |    |                                      |                                      |  |  |                                     |                                     |  |  |                             |                             |
|  | Élan Chalon (Pro A)                   | 96                                    | Élan Chalon (Pro A)          | 56 |                                      |                                      |  |  |                                     |                                     |  |  |                             |                             |
|  | 11 avril à Le Portel                  |                                       | Élan Chalon (Pro A)          | 56 |                                      |                                      |  |  |                                     |                                     |  |  |                             |                             |
|  |                                       | JSF Nanterre (Pro B)                  | 65                           |    |                                      |                                      |  |  |                                     |                                     |  |  |                             |                             |
|  | Le Portel (N1)                        | JSF Nanterre (Pro B)                  | 65                           | 62 |                                      |                                      |  |  |                                     |                                     |  |  |                             |                             |
|  | Le Portel (N1)                        |                                       |                              | 62 |                                      |                                      |  |  |                                     |                                     |  |  |                             |                             |
|  | JSF Nanterre (Pro B)                  | 73                                    |                              |    |                                      |                                      |  |  |                                     |                                     |  |  |                             |                             |
|  | JSF Nanterre (Pro B)                  | 73                                    |                              |    |                                      |                                      |  |  |                                     |                                     |  |  |                             |                             |